# Quasi modo geniti infantes
Quasi modo geniti infantes (lat. „Wie neugeborene Kinder“) ist das Incipit des gregorianischen Introitus zum Weißen Sonntag.

## Text
Antiphon:

Quasi modo geniti infantes, alleluia:

rationabiles, sine dolo lac concupiscite.
Wie neugeborene Kinder, Halleluja:

Voll Einsicht, ohne Hinterlist verlangt nach der Milch.
Vers:

Exsultate Deo adiutori nostro.
Jubelt Gott zu, er ist unsere Hilfe.
Die Antiphon des Gesanges entstammt 1 Petr 2,2 , der Vers entstammt Psalm 81 (80) (Psalm 81,2 ). Der Beginn des Textes, das Incipit, ist zugleich auch Ursprung einer weiteren Bezeichnung des Weißen Sonntags als Sonntag Quasimodogeniti. Über diesen Umweg erhielt schließlich auch eine Figur in Victor Hugos Roman Der Glöckner von Notre-Dame seinen Namen: Quasimodo.
Der Text bezieht sich auf die Neugetauften der Osternacht, die in der frühen Kirche ihre weißen Taufkleider die ganze Osteroktav hindurch zum Gottesdienst trugen und sie an diesem Sonntag, dem „Weißen Sonntag“, ablegten. Dom Guéranger vergleicht diese im blumig-metaphorischen Duktus des 19. Jahrhunderts mit

« de tendres enfants remplis de simplesse, aspirant aux mamelles de la Sainte Église le lait spirituel de la foi, qui les rendra forts et sincères »

„zarte[n] Kinder[n], erfüllt von Einfachheit, die von den Brüsten der Heiligen Kirche die geistliche Milch des Glaubens verlangen, die sie stark und aufrichtig macht.“

## Melodie
Der Introitus nimmt eine Sonderstellung in vielfacher Hinsicht ein. Am ehesten ist er mit dem Introitus des vierten Sonntags der Osterzeit Cantate Domino canticum vergleichbar. Wie dieser ist Quasi modo im sechsten Ton geschrieben. Dieser gilt als einer der frischsten und anmutigsten aller Kirchentöne. Der sechste Ton ist zugleich ein seltener Modus für Introitus-Gesänge; es existieren unter allen gregorianischen Gesängen lediglich sieben weitere Introitus-Gesänge im sechsten Ton. Allen ist gemeinsam, dass sie Lobgesänge von ätherisch-zarter Eleganz und Finesse sind. Er deutet somit die naive Einfachheit der Neophyten des Ostersonntag musikalisch aus.

## Aufnahmen
- Pâques. 2008, Universal Music Division Decca Records France, CD (Dom Joseph Gajard, Chor der Mönche der Abtei Solesmes); Titel 22.